# Haliclystus kerguelensis
Haliclystus kerguelensis är en nässeldjursart som beskrevs av Ernst Vanhöffen 1908. Haliclystus kerguelensis ingår i släktet Haliclystus och familjen Lucernariidae.
Artens utbredningsområde är Södra Ishavet. Inga underarter finns listade i Catalogue of Life.